# Parti pur croate du Droit
Le Parti pur croate du Droit (en croate : Hrvatska čista stranka prava, HČSP) est un parti croate d'extrême droite nationaliste.
Il est fondé le 12 décembre 1992 comme la prolongation d'une fraction du Parti croate du Droit du début du XXe, Frankovci (du nom de son leader Josip Frank), qui était la fraction à laquelle appartenait Ante Pavelić, homme politique et dictateur qui gouvernait le pays pendant la Seconde Guerre mondiale.
Lors des élections parlementaires croates de 1995, le parti gagne un siège au parlement croate. Lors des élections de 2003, ils n'obtiennent aucun siège.
À Zagreb, le siège du parti est situé rue Frankopan (Frankopanska).
Le parti est idéologiquement ultra-conservateur et nationaliste, il est anti-immigration et s’oppose à la représentation parlementaire des minorités. Il affiche ouvertement sa sympathie à l’égard des Oustachis.